# 강경묵
강경묵(姜慶默, 1990년 2월 22일~)은 대한민국의 전 축구 선수로 포지션은 수비수였으며, 서울광운대학교를 졸업 후 2013년 K리그 드래프트를 통해 K리그 클래식(1부) 강원 FC에 입단 후1년 뒤 태국리그를 거쳐 사회복무요원 신분으로이천시민축구단으로 이적하였다. 2020년~ k5리그 벽산플레이어스 수비수로 활동중이다.